# Kolona

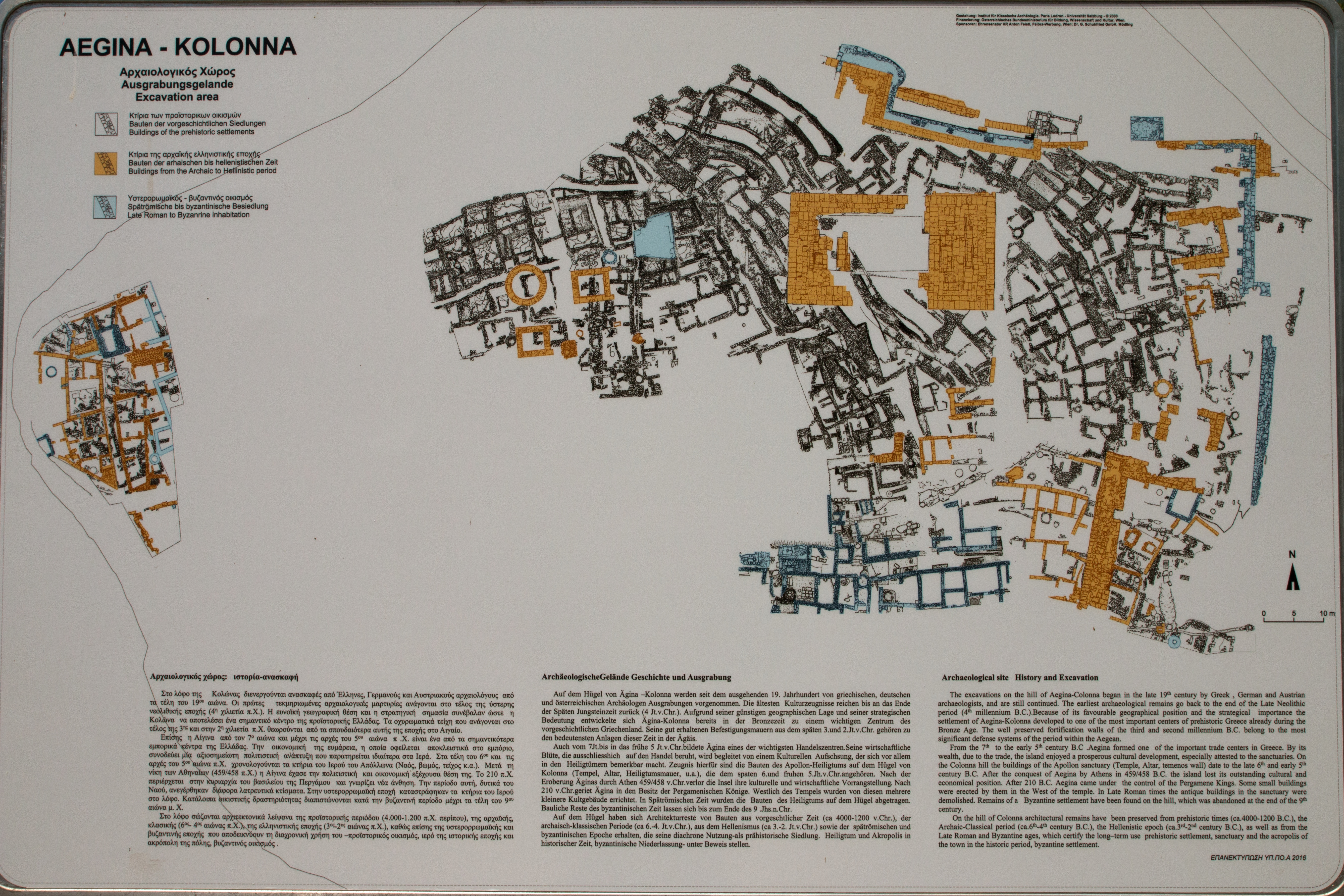
Mapa arqueológico de Kolona, mostrando las edificaciones según su periodo de construcción: prehistórico (blanco y negro), arcaico y helenístico (dorado), y romano y bizantino (azul).

El sitio arqueológico de Kolona (en griego, Κολώνας) es un yacimiento ubicado en una colina de la isla de Egina, Grecia. 
Se sitúa en la zona noroeste de la isla, en las proximidades de la moderna ciudad de Egina. Su nombre de Kolona le fue puesto por marinos italianos que tenían como referencia las columnas del templo de Apolo que podían divisar en este lugar.

## Historia de las excavaciones
La excavación a gran escala de este sitio fue llevada a cabo entre 1921 y 1954 bajo la dirección de Gabriel Welter, aunque años antes ya habían excavado en el lugar Adolf Furtwängler y Habbo Gerhard Lolling. Después, entre 1966 y 1992, tuvieron lugar otra serie de excavaciones dirigidas por Hans Walter y desde 1994 estas han continuado, organizadas por el Instituto Arqueológico Austriaco de Atenas, bajo la dirección de Florens Felten.

## Restos arqueológicos
En este sitio se desarrolló un importante asentamiento prehistórico y también destaca el templo de Apolo. 

### Prehistóricos
Los primeros restos hallados en Kolona pertenecen al neolítico. Este poblado prehistórico tuvo continuidad mediante sucesivos asentamientos y gozó de prosperidad particularmente durante la Edad del Cobre, hacia 2600-2500 a. C. Pertenecen a este periodo numerosas estatuillas de arcilla del calcolítico que representan figuras humanas tanto masculinas como femeninas.

### Edad del Bronce

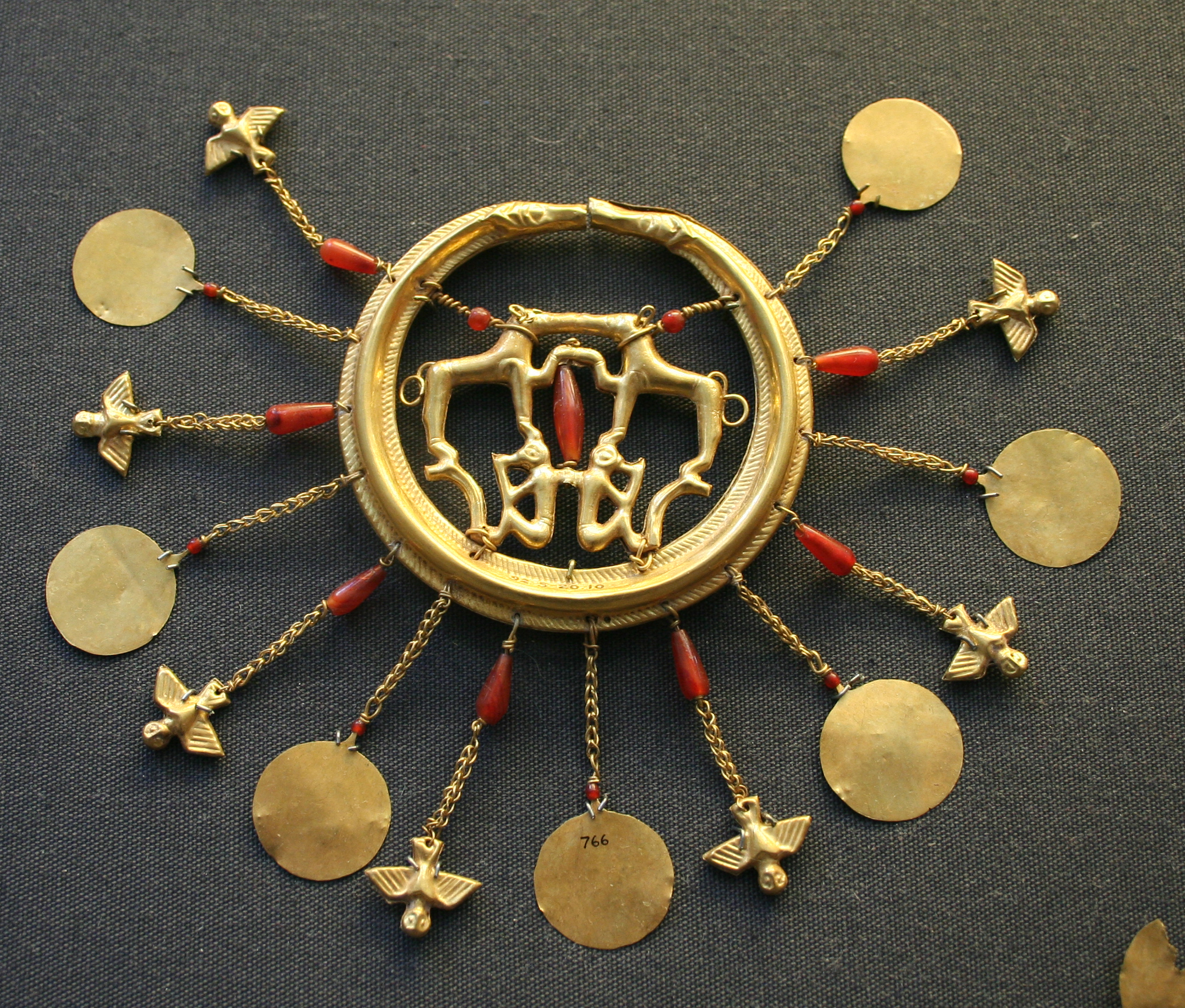
Una de las joyas del Tesoro de Egina.

De este periodo supuestamente procede una destacada colección de joyas conocida como el Tesoro de Egina, que parece ser que se halló en una tumba micénica en circunstancias que se desconocen a fines del siglo XIX y que fue llevado al Reino Unido, donde permanece desde entonces, en el Museo Británico de Londres.
En el siglo XII a. C. desapareció el asentamiento hasta el siglo X a. C., momento en que volvió a ser habitado.

### Épocas arcaica y clásica
El santuario de Apolo se construyó a principios del siglo VI a. C., que tuvo una gran prosperidad durante los siglos VI y V a. C. Se trataba de un templo de orden dórico, períptero, de once columnas en los lados más anchos y seis en los más estrechos, además de dos columnas en el pronaos y en el opistodomos. De él únicamente se conservan los cimientos y una columna monolítica del opistodomos. También se han conservado algunos otros restos de otros elementos del santuario: un altar, un templo de Artemisa, un propileo, casas de sacerdotes y otros edificios.

### Otros periodos posteriores
Se han conservado restos de la fortificación que se construyó en el siglo III d. C. para hacer frente a los ataques de los bárbaros. En esta se emplearon restos de los edificios del santuario.

### Puertos
A ambos lados del cabo también llamado Kolona se ubicaban en la Antigüedad dos zonas portuarias, una al norte y otra al sur, de manera que la zona meridional contaba a su vez con dos puertos, uno probablemente con función militar y otro con función comercial. Este último está en el mismo lugar donde se haya actualmente el puerto de Egina. Con respecto a la zona septentrional, se estima que fue la primera en ser utilizada pero, quizá a causa del cambio en el nivel del mar, fue también la primera en ser abandonada. No obstante la cronología del sistema portuario no ha sido todavía suficientemente estudiada.

## Museo

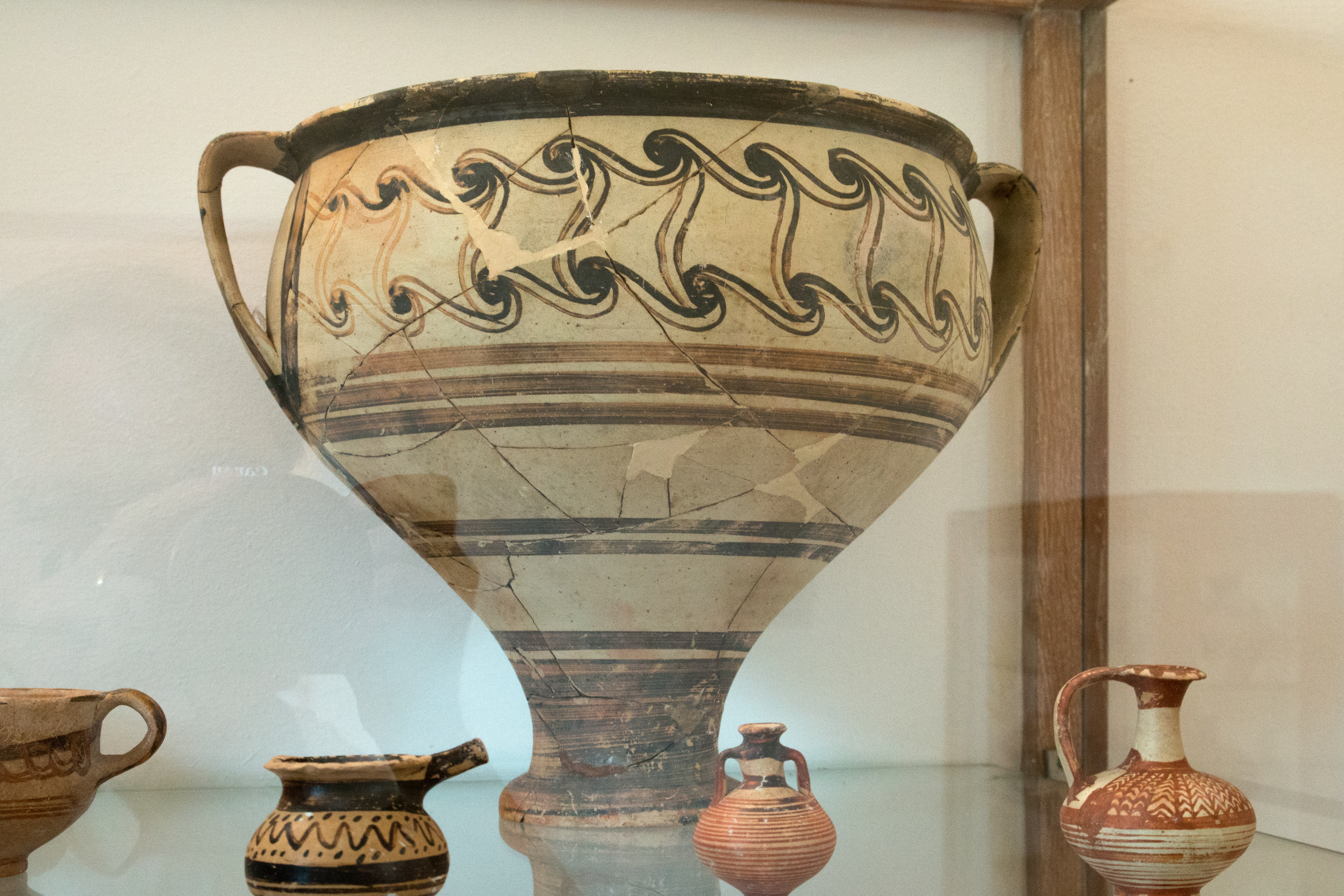
Algunas piezas de cerámica del periodo micénico que exhibe el Museo Arqueológico de Egina.

Junto a este yacimiento arqueológico se encuentra el Museo Arqueológico de Egina, que exhibe restos cuya procedencia es principalmente del yacimiento de Kolona. Abarca una cronología que va desde la prehistoria hasta el final de la época romana. Destacan las abundantes piezas de cerámica y algunas esculturas, además de una inscripción que hace referencia al templo de Afaya.